# Nam Sung-yong
Nam Sung-yong (Suncheon, 23 novembre 1912 – 20 febbraio 2001) è stato un maratoneta sudcoreano.

Nel 1936 ha partecipato alle Olimpiadi di Berlino ottenendo una medaglia di bronzo nella maratona. Nell'occasione ha rappresentato l'Impero giapponese in quanto il suo Paese natale era sotto il dominio nipponico, e quindi ha dovuto adottare per il suo nome la pronuncia giapponese Nan Shōryū.

## Palmarès

### Olimpiadi
- Bronzo a Berlino 1936 nella maratona.